# Antoni Rogóyski
Antoni Rogóyski (ur. 16 sierpnia 1928 w Sierpcu, zm. 27 grudnia 2018 w Wołominie) – polski pediatra, prof. dr hab.

## Życiorys

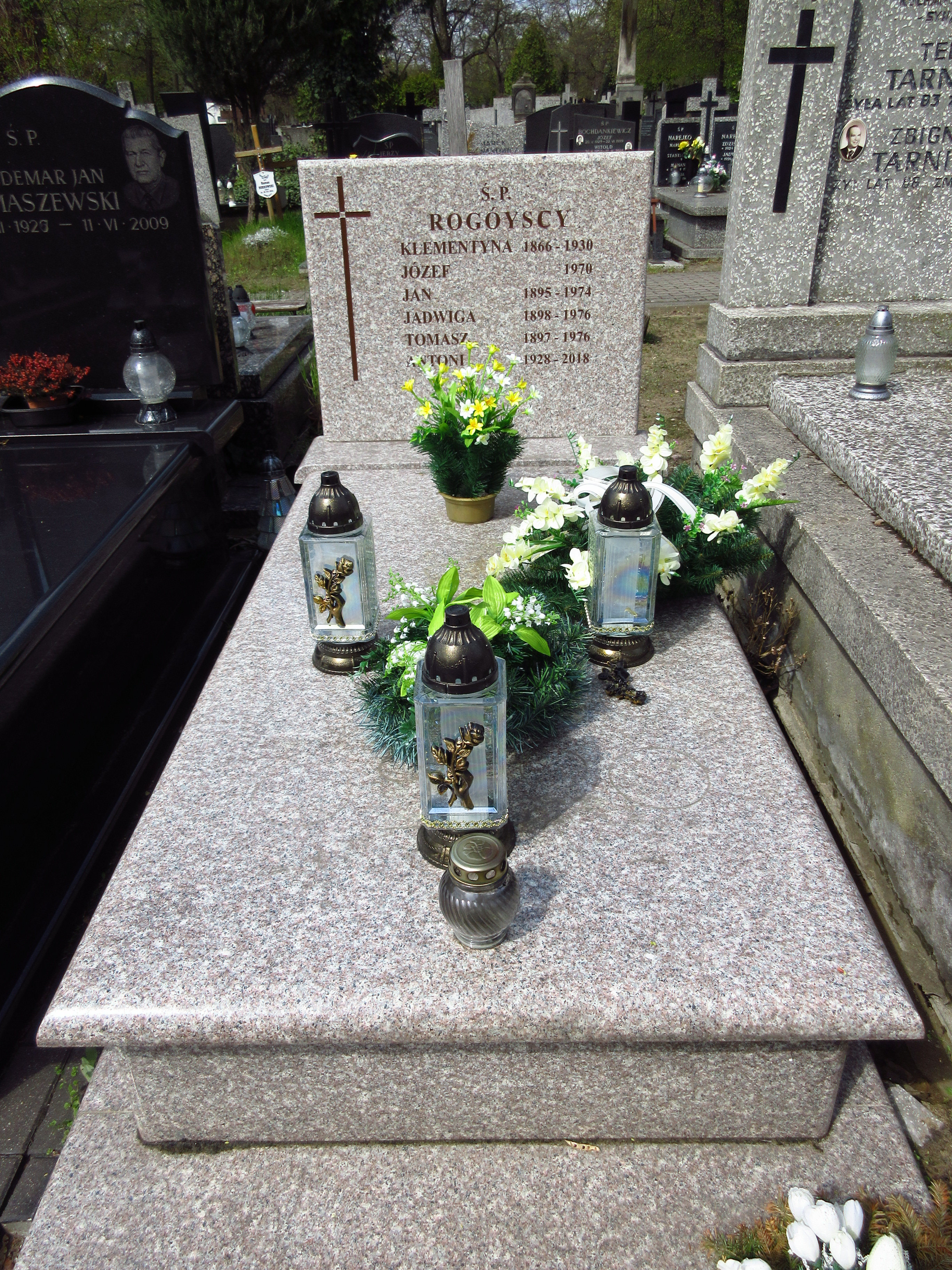
Grób profesora Antoniego Rogóyskiego na cmentarzu Bródnowskim

Syn Jana i Bronisławy. Jego ojciec był urzędnikiem a matka nauczycielką. Uzyskał stopień doktora habilitowanego, a potem otrzymał nominację profesorską. Pracował w Instytucie Matki i Dziecka w Warszawie, natomiast w latach 1975–1987 był kierownikiem w Zakładzie Genetyki Klinicznej i ordynatorem kliniki w Centrum Medycznym Kształcenia Podyplomowym, Szpitalu Dziecięcym w Dziekanowie Leśnym. Pełnił funkcję konsultanta Szpitala Dziecięcego im. prof. dr. med. Jana Bogdanowicza w Warszawie. Był członkiem: Polskiego Towarzystwa Pediatrycznego, Polskiego Towarzystwa Genetycznego, Polskiego Towarzystwa Reumatologicznego, Polskiego Towarzystwa Terapii Monitorowanej, Polskiego Towarzystwa Genetyki Klinicznej. W 1997 bez powodzenia ubiegał się o mandat posła na Sejm w okręgu warszawskim z listy Ruchu Odbudowy Polski, a w 2005 z listy Ruchu Patriotycznego.
Zmarł 27 grudnia 2018. Pochowany na cmentarzu Bródnowskim (kwatera 7C-5-12).